# ムーン・ライティング
『ムーン・ライティング』(ムーン・ライティング・シリーズ）は三原順の漫画作品。美食家にして空想家のトマスと友人D.D.の騒動を描いたファンタジーである。
『花とゆめ』誌にて1984年「ムーン・ライティング」と「お月様の贈り物」、『花ゆめEpo』誌に1985から86年まで「僕が座っている場所」と「ウィリアムの伝説」が連載された。

## 概要

### 構成
本作品は次の4つの連作中編の一群で構成される（文庫版掲載順）。
- ムーン・ライティング
- お月様の贈り物
- ウィリアムの伝説
- 僕が座っている場所

また、ムーン・ライティング・シリーズの一環として、長編『Sons』を含むことも出来る。
これら5作品を初出順に並べると、「ムーン・ライティング⇒お月様の贈り物⇒僕が座っている場所⇒ウィリアムの伝説⇒Sons」の順になり、主人公のD.Dからみた時系列順に並べると「Sons⇒ムーン・ライティング⇒僕が座っている場所⇒お月様の贈り物⇒ウィリアムの伝説」となる。

### "変身"について
トマスの祖父が純粋な狼男(満月の夜に狼に変身する）という前提で、その後2代にわたって“ふくよかな”人間の女性と結婚することによって狼の血が薄まり、変身する日と変身する動物が移り変わった、という設定がされている。トマスの父は「狼の血」を1/2受け継いだことによって半月の日に猪に、トマスは「狼の血」を1/4受け継いだことによって「半月と新月の中間の日」に豚に変身する。トマスの祖父が何故純粋な狼男だったのかの説明はなく、曽祖父は変身していたか、したとしたら何に変身していたかの説明もない。変身するのはそれぞれの月の出から月の入りまでで、変身するようになるのは一代上の変身者が没した後の該当の日からである。なお、変身したときの姿は基本的にその動物そのものの姿にしか見えないものに設定されており、一般的な狼男のイメージ（二足歩行する獣人体）とは違うが、トマスの豚姿については漫画表現としてデフォルメ表現されることも多い。
また、血が「伝染」することによってその形質が伝播する。トマスの血をDDに輸血することで、DDはトマスと同じ日に狼の尻尾が生えるようになり、DDがドクターに噛み付いたことでドクターはトマス・DDと同じ日にロバの耳(王様の耳はロバの耳のパロディ)が生えるようになった。ここで、血による伝染では変身する日付のずれは生じず、変身する動物は上位のものに変化する（ただし一部だけ）で、一代前の死は必要ない。「血による伝染」は『ムーン・ライティング』シリーズの続編とも最終話とも言える『Sons』でも見られ、トマスの父に噛み付いたロボが、それまでのダメ犬から賢い犬に変わったことが述べられている（ただし変身はしない）。なお、『Sons』では彼ら一族以外にもこれらの事情に通じた人々がいる（トマスの父母は少なくとも連絡をとっている）描写がある。

### あらすじ
『Sons』のあらすじについては『Sons』参照。

#### ムーン・ライティング
祖父が狼男だという"空想"を語って聞かせてくれたかつての級友・トマス。D.D.の元に10年ぶりに届いた彼の手紙はかつての"約束"＝「狼男になったら俺が匿ってやる」を求めるものだった。400マイル飛ばして駆けつけてみたのは豚男となったトマスの姿。豚の姿のトマスが養豚場主ロビンスに見かけられ、さらには烙印まで押されていたことによって「トマスが豚を盗んだ」と思い込んだロビンスとの騒動にD.D.が巻き込まれる。10歳のときに母親にサンタクロースを虐殺され夢や幻想を否定することを強いられてきたD.D.が、非現実的な"豚男"を目の前にしてすること・しなければならないことは現実的なことばかりだった…

#### お月様の贈り物
"ある事件"に巻き込まれたD.D.は38口径でかすり傷を負った。幸い近くに外科医が居て、不幸なことにトマスも居て、トマスの血を輸血してもらった。今日の月齢は3.5。豚男/狼男の血を引いたことによって、自分も豚になるのかと不安になるD.D.だが、いざそのときになると狼の尻尾が生えたのであった。狼の体（の一部）を手に入れ、かつ血を与えたことに礼も言わぬD.D.にいらだったトマスがD.D.の爆殺を決意する……

#### ウィリアムの伝説

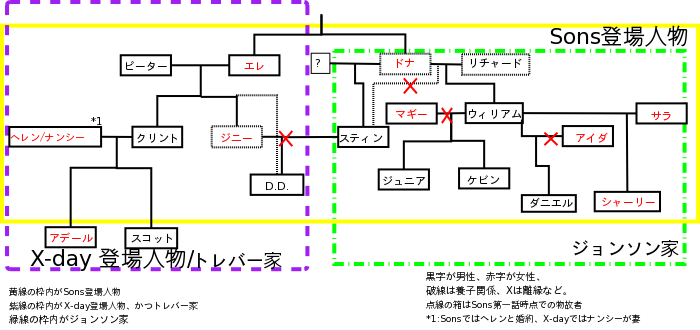
DDTとウィリアムを中心とした家系図：ムーン・ライティング・シリーズとX Day

半月と新月の中間の日、いつものように変身する時期を迎えた3人、トマスとD.D.とドクターは人里離れた小屋で一日を過ごすことにした。ドクターの興味に対し、D.D.は「なぜ豚男姿のトマスに拒絶反応を示さなかったのか」という理由＝「小さい頃から化け物という存在を信じていた」を説明する。子供のころ化け物と思っていた"嵐の日にセスナで湖に墜落しても生還した"ウィリアムや"D.D.が実母のことを覚えていること(右図もしくは『Sons』のD.D.の紹介を参照）を知って化け物役を演じた"フォルナーの婆さんの思い出話をしているうちに、25歳までには「化け物」のような架空の想像物を必要としない普通の大人になるはずだったのに自分が化け物になってしまったことにD.D.は気がついた…

#### 僕がすわっている場所
『お月様の贈り物』の"ある事件"の詳細。
400マイルも旅してトマスがわざわざD.D.のバイト先を訪ねてきた。不機嫌な理由は、新月が過ぎ去ったばかりということと狙っていた市長の娘の母に冷遇されたこと。D.D.と陰険に別れた後、ホテルに戻ったトマス。一方、そのヴェゼイ・ホテルでは"麻薬犬"や"麻薬豚"を動員した麻薬捜査が行われていた。その麻薬豚の一匹、雌豚のキャシーが変身したトマスの雄豚の匂いをかぎ付けて騒ぎたてた。その直後、麻薬捜査を担当していた警備会社の副社長オズボーンの上に豚が落ちてきて即死した。
葬儀の手伝いに派遣されたD.D.は、事故が起きたのがヴェゼイと聞いて動転し、トマスじゃないことを確認して安心する。しかし、人間社会にイラつきながらかみ殺すことの出来る狼男になれなかったトマスが「豚の姿で人間を踏み潰して散歩する」という"気晴らし"に興味を示し、D.D.はそれを妨害しようと様々な他の"気晴らし"をもってトマスを毎日訪問した。
D.D.の会社の先輩社員リッキーはオズボーンの死は彼の警備会社が処分したのだと思い込み、またオズボーンの裏稼業をコンピュータ面で支援していたリッキーも自分も殺されると恐怖していた。一方で、オズボーンの娘サリー・アンとその婚約者ロイは遺された日記からリッキーを犯人と思い込み始めていた。そんな時、リッキーが階段から転げ落ち脳を損傷する重傷を負う。直後にリッキーの部屋を訪ねたD.D.はロイの癖の痕跡を見つけた。ロイを疑ったD.D.はリッキーの関わった不正の証拠集めを始める。危機を感じたロイは部下に命じてD.D.をひき逃げさせ、拳銃で大怪我を負わせた（ここに『お月様の贈り物』のエピソードが入る)。保護者意識に目覚めたトマスが豚男になった日にD.D.に教わった"気晴らし"のネタでロイをいびり、彼の精神を追い詰める。全てが丸く収まった後、D.D.は半月と新月の中間日も含めて毎日出勤した…

## 主要キャラクター
D.D.とトマスは全編に登場。他の登場人物は登場する作品名を付記する。
ウィリアム、ジュニア、ケヴィン、D.D.の母が登場するが、彼らについては『Sons』参照。

### 変身する"人物"
D.D.
ダドリー・デヴィッド・トレバー。トマスは彼のことを「D」、トマス以外の人は「D.D.」とイニシャルで呼ぶ。イニシャルをすべて書くと「D.D.T.」になり、農薬としてかつて使われたDDTと同じになるのは作者三原順のお遊びである。
トマスの経営するレストランから400マイル離れた都市で、中規模コンピュータソフトウェア会社「ラング・システム・テクノロジー」に情報処理やシステム監査などを行うアルバイトとして勤めている。10年ぶりのトマスの手紙に呼び出され、豚男となった彼と再会。かぼちゃのスープだけはトマスも認める腕前を持つ。
トマス
トマス・リブナー。D.D.のかつての級友。美食家で料理好きで空想家。趣味を堅実に職業とし、オークランド市東方の湖畔に「ムーン・ライティング」という半月から満月をはさんで次の半月まで営業するレストランのオーナー・シェフ。市長の娘と結婚を経た政界進出ももくろむ。
祖父は満月の夜に狼に変身する狼男であった。父は祖父の死後、半月の夜に猪に変身する猪男となった。トマス自身は父の事故死後、半月と新月の中間、月齢が3.7と25.8のころに豚に変身する豚男となった。
ドクター（『お月様の贈り物』『ウィリアムの伝説』『僕がすわっている場所』）
『僕が座っている場所』でリッキーの主治医としてD.D.とトマスに出会う。その後、D.D.の狙撃現場に出会い、彼の手術を執刀。トマスからD.D.に輸血をし、D.D.が狼男（豚男）の血のため急激な回復を示したため彼に早期退院を勧める。そこで、秘密保持のかわりにトマスが研究協力をすると知ったD.D.が噛み付き、彼も狼男の血に"伝染"。変身する同士となり、『ウィリアムの伝説』では変身したD.D.とトマスへ医学的興味から頻繁な採血などをしてトマスを怒らせる。

### その他の人物
ロビンス（『ムーン・ライティング』）
トマスの経営する「ムーン・ライティング」の近所で養豚場を経営する牧場主。雄豚に変身していたトマスに「No.66」の烙印を押す。その後雌豚スザンナが雄豚を求めて脱走してムーン・ライティングに度々行くようになった事から、トマスがNo.66の雄豚を盗んだと信じて彼といさかいになる。トマスの元使用人リチャードの讒言を信じてムーン・ライティングを急襲。豚に変身していたトマスを見かけるが、彼をつれて逃げたD.D.の車が墜落、炎上したために萎縮。断じて悪党ではない。
リチャード（『ムーン・ライティング』）
ムーン・ライティングの酒類担当の使用人。横領が見つかり解任され、その恨みのためD.D.の車のブレーキを壊し、ロビンスに「酒倉で豚を見た」との讒言をする。その後姿を消し、トマスの作り話で全ての犯人とされた。
アイリーン（『ムーン・ライティング』『僕がすわっている場所』）
アイリーン・ヘイズ。オークランド市長ヘイズの娘。トマスが婚約を狙っている相手。そぶりからはうかがえないが、『僕がすわっている場所』では400キロ離れた街にトマスを迎えに来たことからその気が無いわけでもないらしい。
リッキー（『僕がすわっている場所』）
リッキー・ベリー。D.D.の勤め先「ラング・システム・テクノロジー」の先輩社員。妻はシシィ、一人娘メイがいるが、物語のさなか（オズボーン氏の事故死の直後くらいの時期）に離婚。
D.D.のボスのアンソニーと同期だがアンソニーの方が上司。アンソニーを副社長にし、40歳になった後プログラマとしてやっていけなくなっても（参照：プログラマ30歳定年説)会社に自分の居場所があるようにするため、オズボーン氏の裏稼業を手伝い彼との人脈を育ててきた。主な裏稼業としては、軍の恩給などの年金が支給されている人の死亡を調べ、支給元にその死を知らせないようにして振込先を変えること、「ラング・システム・テクノロジー」のシステム監査で明らかになった不正を利用して振込先を変えること、それで得た金をオズボーンが雇っている情報屋に支払うことなどである。オズボーンの死が会社による最終処分だったと疑い、自分も処分されるのではないかと疑う。逆にリッキーが犯人ではないかとロイとサリー・アンに疑われ、深夜ロイの訪問を受けた後、D.D.が来る前に階段から転落。脳に損傷を負う重傷。
オズボーン（『僕がすわっている場所』）
ヘンリー・オズボーン。警備会社「ジョン＆オーツセキュリティーサービス」の副社長。現場監督気分の抜けない人使いの荒い人。警備会社の裏の部分を担当している、会社の恥部。
サリー・アン（『僕がすわっている場所』）
オズボーンの一人娘。「ジョン＆オーツ」社の社員で5ヶ月前から個人のボディガードをしている。ロイは婚約者。
D.D.の友人トマスが父が死亡したヴェゼイ・ホテルに泊まっていたこと、D.D.の先輩社員リッキーが非協力的だと遺された日記にあったことから、犯人はリッキー達と思い込んだ。D.D.の狙撃の後、ロイがしてきたことを知りD.D.たちに謝罪。ロイとの婚約を解消してスイスの特殊ボディガード養成学校へ留学。
ロイ（『僕がすわっている場所』）
ロイ・シュルツ。オズボーン氏の部下でサリー・アンの婚約者。オズボーン氏の事故死の時には脇を固めていたボディガードをしていた。
サリー・アンと同様リッキーを疑い、またオズボーン氏の死後に彼の情報網を引き継ぐためにリッキーと接触するが食い違い、彼を事故にあわす。その後はリッキーとオズボーン氏の裏稼業を調べ始めたD.D.を妨害するように命令するが、部下たちはやりすぎてD.D.を狙撃する。トマスに精神的に追い詰められて遁走。行方不明。

### トマスに恋した雌豚
スザンナ（『ムーン・ライティング』）
「ムーン・ライティング」の近所のロビンスの養豚場で飼われている雌豚。首に巻いた星柄のリボンがチャームポイント。雄豚の姿のトマスを見かけて恋に落ちる。何度も養豚場を脱走しトマスを求めて「ムーン・ライティング」を訪れるも、かなわぬ恋のため引き戻される。事件後、「愛する者の帰りを待つ同士」ということでD.D.の母親に引き取られていく。
キャシー（『僕がすわっている場所』）
警察が飼っていた麻薬豚。ヴェゼイ・ホテルでの麻薬捜査に参加し、麻薬を発見する大手柄をたてる。その後、寝床を求めてホテル6Fの廊下からテラスに出るが、折りしも7Fで豚に変身していたトマスの匂いをかぎつけ欲情。騒ぎ立てたため637号室のタッソー夫人がフロントに文句をつけている間に、7Fから飛んできたトマスに蹴り落とされ、オズボーン副社長の頭上に落下し、死亡。彼女の遺体は偶々通りかかった一市民が拾い、彼のアパート住民総出で豚の丸焼きパーティに具された。頭部だけはそこを食べ始めたところに警察が踏み込んだため残された。

## 出版

### 文庫版
- 白泉社文庫 「ムーン・ライティング」 1999年3月初版 ISBN 4-592-88381-0
  - 単行本2巻の後書き『「X-Day」のDADLY-TREVORと「MOON LIGHTING」のDADLY-TRAVERとは」が付録。
  - 文庫版解説 杉田真珠 (川崎市市民ミュージアム学芸員) ブタと狼と『三原式』